# Nikon Coolpix 8400
 (août 2020).
Si vous disposez d'ouvrages ou d'articles de référence ou si vous connaissez des sites web de qualité traitant du thème abordé ici, merci de compléter l'article en donnant les références utiles à sa vérifiabilité et en les liant à la section « Notes et références ».
Le Nikon Coolpix 8400 est un appareil photographique numérique de type bridge fabriqué par Nikon de la série de Nikon Coolpix.

## Description
Commercialisé en octobre 2004, de dimension respectable : 11,3 × 7,5 × 8,2 cm, son boîtier de forme ergonomique lui assure une bonne prise. Il possède une définition de 8 mégapixels et est équipé d'un zoom optique de 3,5×.

Sa portée minimum de la mise au point est de 50 cm mais ramenée à 3 cm en mode macro.

Il possède également le système "D-lighting" développé par Nikon qui permet éclaircir les zones sous-exposées d'une image directement à partir de l'appareil.

Son automatisme gère 15 modes Scène pré-programmés afin de faciliter les prises de vues (paysage, portrait, macro, musée, fête/intérieur, rétro-éclairage, plage/neige, portrait nuit, feu d'artifice, nocturne, aube/crépuscule, assistant de panorama, reproduction, sports, coucher de soleil).

L’ajustement de l'exposition est automatique et permet également un mode manuel avec un ajustement dans une fourchette de ±2.0 par paliers de 0,33 EV.

La balance des blancs se fait de manière automatique, mais également semi-manuel avec des options pré-réglées (lumière incandescent, tubes fluorescents, nuageux, éclair, lumière du jour, lumière teintée).

La fonction "BSS" (Best Shot Selector) sélectionne parmi dix prises de vues successives, l'image la mieux exposée et l'enregistre automatiquement.

Son flash incorporé a une portée effective de 0,5 à 6 m et dispose de la fonction atténuation des yeux rouges et d'un dispositif d'éclairage AF. L'appareil est équipé d'une griffe porte-flash synchronisée.

Son mode rafale permet des prises de vues à 1,6 et 2,3 images par seconde.
Nikon a arrêté sa commercialisation en 2006.

## Caractéristiques
- CCD taille 2/3 pouce - 8,31 millions de pixels, effective : 8 millions de pixels
- Zoom optique : 3,5× ; numérique : 4×
  - Distance focale équivalence 35 mm : 24-85 mm
  - Ouverture maximale de l'objectif : F/2,6-F/4,9
- Vitesse d'obturation : 8 à 1/3000 seconde
- Sensibilité : ISO auto et manuel ISO 50 - 100 - 200 et 400
- Contrôle d'exposition : P, S, A, M
- Stockage : CompactFlash type I/II et Microdrive - mémoire interne de 14,5 Mo
- Définition image maxi : 3264 × 2448 au format JPEG, TIFF et RAW
- Autres définitions : 3264 × 2176, 2592 × 1944, 1600 × 1200, 1280 × 960, 1024 × 768 et 640 × 480
- Définitions vidéo : 320 × 240 à 15 images par seconde et 640 × 480 à 30 images par seconde au format QuickTime
- Connectique : USB, audio-vidéo composite
- Compatible PictBridge
- Écran LCD pivotant de 1,8 pouce - matrice active TFT de 134 000 pixels
- Batterie propriétaire rechargeable Lithium-ion type EN-EL7
- Poids : 400 g sans accessoires (batteries-mémoire externe)
- Finition : noir.